# Ożogino
Ożogino (ros.: Ожогино) – płytkie jezioro słodkowodne w azjatyckiej części Rosji, w północno-wschodniej Jakucji, na Nizinie Abyjskiej, u południowych podnóży Połousnego Kriażu. 
Jezioro zajmuje powierzchnię 157 km². Zamarza na przełomie września i października, taje dopiero w czerwcu. Wody jeziora są zasilane głównie opadami deszczu i topniejącym śniegiem. Z jeziora wypływa rzeka Ożogin, lewy dopływ Indygirki.